# FNN Super Time
《FNN Super Time》（FNNスーパータイム）是富士電視台系（FNN）自1984年10月1日開始到1997年3月28日期間（周末為1985年4月6日到1997年3月30日）播出的傍晚新聞節目。該節目是日本第一個主持人采用站立方式播報新聞的節目。